# Campeonato Sudamericano de Baloncesto de 2008
El Campeonato Sudamericano de Baloncesto de 2008 corresponde a la XLIII edición del Campeonato Sudamericano de Baloncesto. Fue disputado en la ciudad chilena de Puerto Montt, y se realizó entre el 1 y el 6 de julio en la Arena Puerto Montt.
Argentina obtuvo su 12.º título en la historia del torneo sudamericano al derrotar a Uruguay en la final por marcador de 100 a 95, mientras en el partido por el tercer puesto Venezuela derrotó 87 a 72 a Brasil para formar parte del podio. A su vez, estas cuatro selecciones clasificaron para el Campeonato FIBA Américas de 2009.

## Equipos

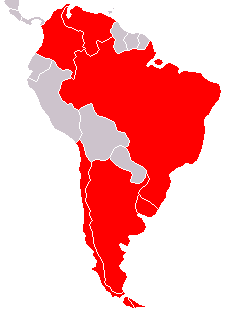
En rojo los países participantes.

| Argentina | (42ª participación, 28ª consecutiva desde 1955)   |
| Brasil    | (41.ª participación, 31.ª consecutiva desde 1945) |
| Chile     | (38.ª participación, 8.ª consecutiva desde 1995)  |
| Colombia  | (23ª participación, 2.ª consecutiva desde 2006)   |
| Uruguay   | (43.ª participación consecutiva desde 1930)       |
| Venezuela | (18.ª participación, 14.ª consecutiva desde 1983) |

### Plantillas de los equipos
- Argentina: Nicolás De Los Santos, Maximiliano Stanic, Luis Cequeira, Paolo Quinteros, Diego García, Marcos Mata, Sebastián Vega, Andrés Pelussi, Leonardo Mainoldi, Juan Pedro Gutiérrez, Román González, Diego Gerbaudo. (Seleccionador:Sergio Hernández, Guillermo Narvarte.)[1]

- Brasil: André Luiz Brugguer de Mello Rodríguez, Helio Vitor Luiz da Costa Lima, Lucas Cipoline Alves, Diego Pinheiro da Silva, André Stefanelli Martins, Arthur Luis Belchior Silva, Luis Felipe Gruber, Guilherme Frantz Teichermann, Hatila Passos, Caio Torres, Fernando Carneiro Coloneze, William Fournou Drudi. (Seleccionador:Paulo Teixeira Sampaio.)

- Chile: Marcelo Hernández Álvarez, Evandro Arteaga, Patricio Briones, José Luis Campos Salgado, Erik Carrasco, Pablo Coro Oyarzo, Mike Elliot Stambuk, Leonel Méndez Santos, Emilio Paris Reyes, Cristian Pérez Barría, Claus Pruntzmann Kairath, Lino Sáez Carvajal, Jorge Valencia Rosales. (Seleccionador:Daniel Allende.)

- Colombia: Jorge Mario Cañedo Martínez, Adinson Mosquera, Enielsen Enrique Guevara Redondo, Norvey Aragón Mena, Juan Felipe Montoya Zapata, Edgar Moreno Asprilla, Andrés Julian Arcila, Pérez Divier, Álvaro Contreras Sandoval, Camilo Londoño, Gianluca Bacci Vitola, Stalin Ortiz. (Seleccionador:Hernan Giraldo Correa.)

- Uruguay: Mauricio Aguiar, Gustavo Barrera, Esteban Batista, Diego Castrillón, Claudio Charquero, Leandro García Morales, Sebastián Izaguirre, Sebastián Vázquez, Nicolás Mazzarino, Diego González, Gastón Páez, Juan Pablo Silveira. (Seleccionador:Gerardo Jauri.)

- Venezuela: Héctor Romero, Oscar Torres, Carlos Cedeño, José Vargas, Rafael Guevara, Miguel Marriaga, Luis Bethelmy, Axiers Sucre, Roque Osorio, Rafael Pérez, Luis Julio, Jesús Centeno. (Seleccionador:Nelson Solórzano.)

## Sede
| Ciudad       | Instalación        | Capacidad |
| ------------ | ------------------ | --------- |
| Puerto Montt | Arena Puerto Montt | 4,000     |

## Árbitros
A continuación se listan los árbitros que dirigieron el sudamericano.

 Fernando Jorge Sampietro

 Cristiano Jesus Maranho

 Jose Carrasco

 Miguel Ángel Bravo

 José Luis Juyo

 Robinson Aracena

 Angel Martínez

 Hector Luis Uslenghi

 Roberto Oliveros

## Formato de competencia
En la ronda preliminar juegan todos contra todos (cada equipo juega 5 partidos). Al finalizar ésta, los primeros dos lugares juegan la final y el tercer y cuarto lugar disputan el partido por el Tercer lugar. Estos equipos también clasifican para el Campeonato FIBA Américas 2009. Además, el último lugar del torneo desciende a la Zona B del Sudamericano.

## Ronda preliminar
|   | Equipo    | Pts | G | P | PF  | PC  | Dif |
| - | --------- | --- | - | - | --- | --- | --- |
| 1 | Argentina | 9   | 4 | 1 | 464 | 392 | 72  |
| 2 | Uruguay   | 9   | 4 | 1 | 436 | 393 | 43  |
| 3 | Brasil    | 9   | 4 | 1 | 403 | 407 | -4  |
| 4 | Venezuela | 7   | 2 | 3 | 407 | 412 | -5  |
| 5 | Colombia  | 6   | 1 | 4 | 374 | 426 | -52 |
| 6 | Chile     | 5   | 0 | 5 | 349 | 403 | -54 |

### Día 1
| 1 de julio, 17:00                    | Brasil                               | 83-75                                | Colombia |  |
| Reporte                              |                                      |                                      | |  |
| Parciales: 19-22, 25-9, 19-23, 20-21 | Parciales: 19-22, 25-9, 19-23, 20-21 | Parciales: 19-22, 25-9, 19-23, 20-21 | Arena Puerto Montt, Puerto Montt Árbitro(s): Roberto Oliveros, Miguel Bravo, José Carrasco Asistencia: 200 espectadores |  |
| William Fornou 23                    | Pts                                  | 16 Norbey Aragón                     | Arena Puerto Montt, Puerto Montt Árbitro(s): Roberto Oliveros, Miguel Bravo, José Carrasco Asistencia: 200 espectadores |  |
| William Fornou 15                    | Rebs                                 | 9 Jorge Cañedo                       | Arena Puerto Montt, Puerto Montt Árbitro(s): Roberto Oliveros, Miguel Bravo, José Carrasco Asistencia: 200 espectadores |  |
| Helio Da Costa 7                     | Asists                               | 3 Edgar Moreno                       | Arena Puerto Montt, Puerto Montt Árbitro(s): Roberto Oliveros, Miguel Bravo, José Carrasco Asistencia: 200 espectadores |  |

| 1 de julio, 19:00                     | Argentina                             | 79-77                                 | Venezuela |  |
| Reporte                               |                                       |                                       | |  |
| Parciales: 19-26, 22-17, 22-14, 16-20 | Parciales: 19-26, 22-17, 22-14, 16-20 | Parciales: 19-26, 22-17, 22-14, 16-20 | Arena Puerto Montt, Puerto Montt Árbitro(s): Héctor Uslenghi, Robinson Aracena, Cristiano Maranho Asistencia: 500 espectadores |  |
| Román González 23                     | Pts                                   | 20 Oscar Torres                       | Arena Puerto Montt, Puerto Montt Árbitro(s): Héctor Uslenghi, Robinson Aracena, Cristiano Maranho Asistencia: 500 espectadores |  |
| Román González 5                      | Rebs                                  | 12 Axiers Sucre                       | Arena Puerto Montt, Puerto Montt Árbitro(s): Héctor Uslenghi, Robinson Aracena, Cristiano Maranho Asistencia: 500 espectadores |  |
| Maximiliano Stanic 3                  | Asists                                | 2 Carlos Cedeno                       | Arena Puerto Montt, Puerto Montt Árbitro(s): Héctor Uslenghi, Robinson Aracena, Cristiano Maranho Asistencia: 500 espectadores |  |

| 1 de julio, 21:00                     | Chile                                 | 66-81                                 | Uruguay |  |
| Reporte                               |                                       |                                       | |  |
| Parciales: 21-17, 12-19, 10-21, 23-24 | Parciales: 21-17, 12-19, 10-21, 23-24 | Parciales: 21-17, 12-19, 10-21, 23-24 | Arena Puerto Montt, Puerto Montt Árbitro(s): Fernando Sanpietro, Angel Martínez, José Juyo Asistencia: 3,000 espectadores |  |
| Jose Campos 20                        | Pts                                   | 26 Esteban Batista                    | Arena Puerto Montt, Puerto Montt Árbitro(s): Fernando Sanpietro, Angel Martínez, José Juyo Asistencia: 3,000 espectadores |  |
| Patricio Briones 11                   | Rebs                                  | 18 Esteban Batista                    | Arena Puerto Montt, Puerto Montt Árbitro(s): Fernando Sanpietro, Angel Martínez, José Juyo Asistencia: 3,000 espectadores |  |
| Marcelo Hernández 3                   | Asists                                | 6 Leandro García Morales              | Arena Puerto Montt, Puerto Montt Árbitro(s): Fernando Sanpietro, Angel Martínez, José Juyo Asistencia: 3,000 espectadores |  |

### Día 2
| 2 de julio, 17:00                     | Argentina                             | 104-75                                         | Colombia |  |
| Reporte                               |                                       |                                                | |  |
| Parciales: 32-16, 15-19, 29-23, 28-17 | Parciales: 32-16, 15-19, 29-23, 28-17 | Parciales: 32-16, 15-19, 29-23, 28-17          | Arena Puerto Montt, Puerto Montt Árbitro(s): Cristiano Maranho, Roberto Oliveros, José Carrasco Asistencia: 100 espectadores |  |
| Paolo Quinteros 30                    | Pts                                   | 26 Edgar Moreno                                | Arena Puerto Montt, Puerto Montt Árbitro(s): Cristiano Maranho, Roberto Oliveros, José Carrasco Asistencia: 100 espectadores |  |
| Román González 10                     | Rebs                                  | 6 Norbey Aragón, 6 Divier Pérez 6 Jorge Cañedo | Arena Puerto Montt, Puerto Montt Árbitro(s): Cristiano Maranho, Roberto Oliveros, José Carrasco Asistencia: 100 espectadores |  |
| Maximiliano Stanic 10                 | Asists                                | 4 Edgar Moreno                                 | Arena Puerto Montt, Puerto Montt Árbitro(s): Cristiano Maranho, Roberto Oliveros, José Carrasco Asistencia: 100 espectadores |  |

| 2 de julio, 19:00                     | Brasil                                | 70-69                                 | Chile |  |
| Reporte                               |                                       |                                       | |  |
| Parciales: 13-17, 15-13, 19-15, 23-24 | Parciales: 13-17, 15-13, 19-15, 23-24 | Parciales: 13-17, 15-13, 19-15, 23-24 | Arena Puerto Montt, Puerto Montt Árbitro(s): Héctor Uslenghi, Robinson Aracena, José Juyo Asistencia: 1,500 espectadores |  |
| William Fornou 16                     | Pts                                   | 25 Patricio Briones                   | Arena Puerto Montt, Puerto Montt Árbitro(s): Héctor Uslenghi, Robinson Aracena, José Juyo Asistencia: 1,500 espectadores |  |
| Guilherme Frantz 8                    | Rebs                                  | 12 Jorge Valencia                     | Arena Puerto Montt, Puerto Montt Árbitro(s): Héctor Uslenghi, Robinson Aracena, José Juyo Asistencia: 1,500 espectadores |  |
| Diego Pinheiro                        | Asists                                | 5 Erik Carrasco                       | Arena Puerto Montt, Puerto Montt Árbitro(s): Héctor Uslenghi, Robinson Aracena, José Juyo Asistencia: 1,500 espectadores |  |

| 2 de julio, 21:00                     | Venezuela                             | 70-88                                 | Uruguay |  |
| Reporte                               |                                       |                                       | |  |
| Parciales: 17-22, 18-28, 22-11, 13-27 | Parciales: 17-22, 18-28, 22-11, 13-27 | Parciales: 17-22, 18-28, 22-11, 13-27 | Arena Puerto Montt, Puerto Montt Árbitro(s): Angel Martínez, Fernando Sanpietro, Miguel Bravo Asistencia: 1,000 espectadores |  |
| Oscar Torres 21                       | Pts                                   | 22 Esteban Batista                    | Arena Puerto Montt, Puerto Montt Árbitro(s): Angel Martínez, Fernando Sanpietro, Miguel Bravo Asistencia: 1,000 espectadores |  |
| Axiers Sucre 8                        | Rebs                                  | 9 Esteban Batista                     | Arena Puerto Montt, Puerto Montt Árbitro(s): Angel Martínez, Fernando Sanpietro, Miguel Bravo Asistencia: 1,000 espectadores |  |
| José Vargas 4 Carlos Cedeno 4         | Asists                                | 7 Gustavo Barrera                     | Arena Puerto Montt, Puerto Montt Árbitro(s): Angel Martínez, Fernando Sanpietro, Miguel Bravo Asistencia: 1,000 espectadores |  |

### Día 3
| 3 de julio, 17:00                     | Uruguay                               | 88-78                                 | Colombia |  |
| Reporte                               |                                       |                                       | |  |
| Parciales: 20-22, 16-20, 27-17, 25-19 | Parciales: 20-22, 16-20, 27-17, 25-19 | Parciales: 20-22, 16-20, 27-17, 25-19 | Arena Puerto Montt, Puerto Montt Árbitro(s): Fernando Sanpietro, Miguel Bravo, José Carrasco Asistencia: 100 espectadores |  |
| Leandro García Morales 21             | Pts                                   | 28 Norbey Aragón                      | Arena Puerto Montt, Puerto Montt Árbitro(s): Fernando Sanpietro, Miguel Bravo, José Carrasco Asistencia: 100 espectadores |  |
| Esteban Batista 17                    | Rebs                                  | 9 Jorge Cañedo                        | Arena Puerto Montt, Puerto Montt Árbitro(s): Fernando Sanpietro, Miguel Bravo, José Carrasco Asistencia: 100 espectadores |  |
| Gustavo Barrera 12                    | Asists                                | 5 Edgar Moreno                        | Arena Puerto Montt, Puerto Montt Árbitro(s): Fernando Sanpietro, Miguel Bravo, José Carrasco Asistencia: 100 espectadores |  |

| 3 de julio, 19:00                     | Brasil                                | 68-102                                 | Argentina |  |
| Reporte                               |                                       |                                        | |  |
| Parciales: 13-17, 16-35, 15-26, 24-24 | Parciales: 13-17, 16-35, 15-26, 24-24 | Parciales: 13-17, 16-35, 15-26, 24-24  | Arena Puerto Montt, Puerto Montt Árbitro(s): Héctor Uslenghi, Roberto Oliveros, José Juyo Asistencia: 400 espectadores |  |
| Helio Da Costa 14                     | Pts                                   | 20 Román González                      | Arena Puerto Montt, Puerto Montt Árbitro(s): Héctor Uslenghi, Roberto Oliveros, José Juyo Asistencia: 400 espectadores |  |
| William Formou 11                     | Rebs                                  | 9 Juan Gutiérrez                       | Arena Puerto Montt, Puerto Montt Árbitro(s): Héctor Uslenghi, Roberto Oliveros, José Juyo Asistencia: 400 espectadores |  |
| Diego Pinheiro 5                      | Asists                                | 7 Maximiliano Stanic 7 Paolo Quinteros | Arena Puerto Montt, Puerto Montt Árbitro(s): Héctor Uslenghi, Roberto Oliveros, José Juyo Asistencia: 400 espectadores |  |

| 3 de julio, 21:00                     | Chile                                 | 76-94                                 | Venezuela |  |
| Reporte                               |                                       |                                       | |  |
| Parciales: 19-11, 11-26, 16-20, 30-37 | Parciales: 19-11, 11-26, 16-20, 30-37 | Parciales: 19-11, 11-26, 16-20, 30-37 | Arena Puerto Montt, Puerto Montt Árbitro(s): Cristiano Maranho, Robinson Aracena, Angel Martínez Asistencia: 1,000 espectadores |  |
| Patricio Briones 20                   | Pts                                   | 22 José Vargas                        | Arena Puerto Montt, Puerto Montt Árbitro(s): Cristiano Maranho, Robinson Aracena, Angel Martínez Asistencia: 1,000 espectadores |  |
| Patricio Briones 8 Jorge Valencia 8   | Rebs                                  | 10 Axiers Sucre                       | Arena Puerto Montt, Puerto Montt Árbitro(s): Cristiano Maranho, Robinson Aracena, Angel Martínez Asistencia: 1,000 espectadores |  |
| Erik Carrasco 7                       | Asists                                | 4 Rafael Guevara 4 José Vargas        | Arena Puerto Montt, Puerto Montt Árbitro(s): Cristiano Maranho, Robinson Aracena, Angel Martínez Asistencia: 1,000 espectadores |  |

### Día 4
| 4 de julio, 17:00                     | Uruguay                               | 102-93                                | Argentina |  |
| Reporte                               |                                       |                                       | |  |
| Parciales: 19-20, 21-18, 35-23, 27-32 | Parciales: 19-20, 21-18, 35-23, 27-32 | Parciales: 19-20, 21-18, 35-23, 27-32 | Arena Puerto Montt, Puerto Montt Árbitro(s): Cristiano Maranho, José Juyo, José Carrasco Asistencia: 1,500 espectadores |  |
| Nicolás Mazzarino 36                  | Pts                                   | 28 Paolo Quinteros                    | Arena Puerto Montt, Puerto Montt Árbitro(s): Cristiano Maranho, José Juyo, José Carrasco Asistencia: 1,500 espectadores |  |
| Esteban Batista 16                    | Rebs                                  | 13 Román González                     | Arena Puerto Montt, Puerto Montt Árbitro(s): Cristiano Maranho, José Juyo, José Carrasco Asistencia: 1,500 espectadores |  |
| Nicolás Mazzarino 6                   | Asists                                | 3 Paolo Quinteros                     | Arena Puerto Montt, Puerto Montt Árbitro(s): Cristiano Maranho, José Juyo, José Carrasco Asistencia: 1,500 espectadores |  |

| 4 de julio, 19:00                     | Brasil                                | 94-84                                 | Venezuela |  |
| Reporte                               |                                       |                                       | |  |
| Parciales: 20-14, 24-19, 24-23, 26-28 | Parciales: 20-14, 24-19, 24-23, 26-28 | Parciales: 20-14, 24-19, 24-23, 26-28 | Arena Puerto Montt, Puerto Montt Árbitro(s): Fernando Sanpietro, Angel Martínez, Miguel Bravo Asistencia: 1,800 espectadores |  |
| Helio Da Costa 21                     | Pts                                   | 23 José Vargas                        | Arena Puerto Montt, Puerto Montt Árbitro(s): Fernando Sanpietro, Angel Martínez, Miguel Bravo Asistencia: 1,800 espectadores |  |
| Caio Silveira 11                      | Rebs                                  | 7 José Vargas                         | Arena Puerto Montt, Puerto Montt Árbitro(s): Fernando Sanpietro, Angel Martínez, Miguel Bravo Asistencia: 1,800 espectadores |  |
| Helio Da Costa 5 Caio Silveira 5      | Asists                                | 4 José Vargas                         | Arena Puerto Montt, Puerto Montt Árbitro(s): Fernando Sanpietro, Angel Martínez, Miguel Bravo Asistencia: 1,800 espectadores |  |

| 4 de julio, 21:00                    | Chile                                | 68-71                                | Colombia |  |
| Reporte                              |                                      |                                      | |  |
| Parciales: 26-18, 13-22, 9-19, 20-12 | Parciales: 26-18, 13-22, 9-19, 20-12 | Parciales: 26-18, 13-22, 9-19, 20-12 | Arena Puerto Montt, Puerto Montt Árbitro(s): Hector Uslenghi, Robinson Aracena, Roberto Oliveros Asistencia: 2,000 espectadores |  |
| Patricio Briones 22                  | Pts                                  | 24 Edgar Moreno                      | Arena Puerto Montt, Puerto Montt Árbitro(s): Hector Uslenghi, Robinson Aracena, Roberto Oliveros Asistencia: 2,000 espectadores |  |
| Patricio Briones 11                  | Rebs                                 | 9 Jorge Cañedo                       | Arena Puerto Montt, Puerto Montt Árbitro(s): Hector Uslenghi, Robinson Aracena, Roberto Oliveros Asistencia: 2,000 espectadores |  |
| Evandro Arteaga 4 Erik Carrasco 4    | Asists                               | 4 Enielson Guevara                   | Arena Puerto Montt, Puerto Montt Árbitro(s): Hector Uslenghi, Robinson Aracena, Roberto Oliveros Asistencia: 2,000 espectadores |  |

### Día 5
| 5 de julio, 17:00                     | Colombia                              | 75-82                                 | Venezuela |  |
| Reporte                               |                                       |                                       | |  |
| Parciales: 18-26, 13-16, 15-18, 29-22 | Parciales: 18-26, 13-16, 15-18, 29-22 | Parciales: 18-26, 13-16, 15-18, 29-22 | Arena Puerto Montt, Puerto Montt Árbitro(s): Hector Uslenghi, Fernando Sanpietro, Cristian Maranho Asistencia: 1,500 espectadores |  |
| Juan Londoño 29                       | Pts                                   | 22 Axiers Sucre                       | Arena Puerto Montt, Puerto Montt Árbitro(s): Hector Uslenghi, Fernando Sanpietro, Cristian Maranho Asistencia: 1,500 espectadores |  |
| Enielson Guevara 10                   | Rebs                                  | 8 Axiers Sucre                        | Arena Puerto Montt, Puerto Montt Árbitro(s): Hector Uslenghi, Fernando Sanpietro, Cristian Maranho Asistencia: 1,500 espectadores |  |
| Edgar Moreno 5                        | Asists                                | 4 Luis Julio 4 Carlos Cedeno          | Arena Puerto Montt, Puerto Montt Árbitro(s): Hector Uslenghi, Fernando Sanpietro, Cristian Maranho Asistencia: 1,500 espectadores |  |

| 5 de julio, 19:00                                | Chile                                 | 70-87                                 | Argentina |  |
| Reporte                                          |                                       |                                       | |  |
| Parciales: 15-17, 19-23, 21-28, 15-19            | Parciales: 15-17, 19-23, 21-28, 15-19 | Parciales: 15-17, 19-23, 21-28, 15-19 | Arena Puerto Montt, Puerto Montt Árbitro(s): Angel Martínez, Roberto Oliveros, José Juyo Asistencia: 1,500 espectadores |  |
| Evandro Arteaga 19                               | Pts                                   | 25 Román González                     | Arena Puerto Montt, Puerto Montt Árbitro(s): Angel Martínez, Roberto Oliveros, José Juyo Asistencia: 1,500 espectadores |  |
| Patricio Briones 10                              | Rebs                                  | 9 Román González                      | Arena Puerto Montt, Puerto Montt Árbitro(s): Angel Martínez, Roberto Oliveros, José Juyo Asistencia: 1,500 espectadores |  |
| Mike Elliot 4 Erik Carrasco 4 Patricio Briones 4 | Asists                                | 5 Maximiliano Stanic                  | Arena Puerto Montt, Puerto Montt Árbitro(s): Angel Martínez, Roberto Oliveros, José Juyo Asistencia: 1,500 espectadores |  |

| 5 de julio, 21:00                     | Brasil                                | 86-77                                   | Uruguay |  |
| Reporte                               |                                       |                                         | |  |
| Parciales: 25-24, 12-13, 22-19, 27-21 | Parciales: 25-24, 12-13, 22-19, 27-21 | Parciales: 25-24, 12-13, 22-19, 27-21   | Arena Puerto Montt, Puerto Montt Árbitro(s): Roberto Aracena, Miguel Bravo, José Carrasco Asistencia: 1,500 espectadores |  |
| Drundi 30                             | Pts                                   | 18 Nicolás Mazzarino 18 Esteban Batista | Arena Puerto Montt, Puerto Montt Árbitro(s): Roberto Aracena, Miguel Bravo, José Carrasco Asistencia: 1,500 espectadores |  |
| Torres 12                             | Rebs                                  | 12 Esteban Batista                      | Arena Puerto Montt, Puerto Montt Árbitro(s): Roberto Aracena, Miguel Bravo, José Carrasco Asistencia: 1,500 espectadores |  |
| Manteguinha 9                         | Asists                                | 3 Gustavo Barrera 3 Nicolas Mazzarino   | Arena Puerto Montt, Puerto Montt Árbitro(s): Roberto Aracena, Miguel Bravo, José Carrasco Asistencia: 1,500 espectadores |  |

- Hora local de Chile continental (UTC -4)

## Ronda final

### Tercer lugar
| 6 de julio, 18:00                     | Brasil                                | 72-87                                 | Venezuela |  |
| Reporte                               |                                       |                                       | |  |
| Parciales: 19-18, 15-22, 19-21, 19-26 | Parciales: 19-18, 15-22, 19-21, 19-26 | Parciales: 19-18, 15-22, 19-21, 19-26 | Arena Puerto Montt, Puerto Montt Árbitro(s): Fernando Sampietro, Angel Martínez, Hector Uslenghi Asistencia: 1,000 espectadores |  |
| Drudi 21                              | Pts                                   | 26 Oscar Torres                       | Arena Puerto Montt, Puerto Montt Árbitro(s): Fernando Sampietro, Angel Martínez, Hector Uslenghi Asistencia: 1,000 espectadores |  |
| Óscar Torres 13                       | Rebs                                  | 9 Axiers Sucre                        | Arena Puerto Montt, Puerto Montt Árbitro(s): Fernando Sampietro, Angel Martínez, Hector Uslenghi Asistencia: 1,000 espectadores |  |
| Helio Da Costa 5                      | Asists                                | 4 Carlos Cedeño 4 Rafael Guevara      | Arena Puerto Montt, Puerto Montt Árbitro(s): Fernando Sampietro, Angel Martínez, Hector Uslenghi Asistencia: 1,000 espectadores |  |

### Final
| 6 de julio, 20:00                     | Argentina                             | 100-95                                | Uruguay |  |
| Reporte                               |                                       |                                       | |  |
| Parciales: 28-21, 22-26, 26-16, 24-32 | Parciales: 28-21, 22-26, 26-16, 24-32 | Parciales: 28-21, 22-26, 26-16, 24-32 | Arena Puerto Montt, Puerto Montt Árbitro(s): Robinson Aracena, Roberto Oliveros, Miguel Bravo Asistencia: 2,100 espectadores |  |
| Paolo Quinteros 23                    | Pts                                   | 33 Leandro García Morales             | Arena Puerto Montt, Puerto Montt Árbitro(s): Robinson Aracena, Roberto Oliveros, Miguel Bravo Asistencia: 2,100 espectadores |  |
| Juan Gutiérrez 4                      | Rebs                                  | 13 Esteban Batista                    | Arena Puerto Montt, Puerto Montt Árbitro(s): Robinson Aracena, Roberto Oliveros, Miguel Bravo Asistencia: 2,100 espectadores |  |
| Maximiliano Stanic 6                  | Asists                                | 4 Gustavo Barrera 4 Nicolás Mazzarino | Arena Puerto Montt, Puerto Montt Árbitro(s): Robinson Aracena, Roberto Oliveros, Miguel Bravo Asistencia: 2,100 espectadores |  |

| Argentina             |
| Campeón Argentina     |
| Décimo segundo título |

## Clasificación final
|                   | Equipo    | Pts | G | P | PF  | PC  | Dif |
| ----------------- | --------- | --- | - | - | --- | --- | --- |
| Medalla de oro    | Argentina | 11  | 5 | 1 | 564 | 487 | 77  |
| Medalla de plata  | Uruguay   | 10  | 4 | 2 | 531 | 493 | 38  |
| Medalla de bronce | Venezuela | 9   | 3 | 3 | 494 | 484 | 10  |
|                   |           |     |   |   |     |     |     |
| 4                 | Brasil    | 10  | 4 | 2 | 475 | 494 | -19 |
| 5                 | Colombia  | 6   | 1 | 4 | 374 | 424 | -50 |
| 6                 | Chile     | 5   | 0 | 5 | 349 | 403 | -54 |

## Líderes del torneo
| Puntos                 | Puntos | Rebotes          | Rebotes | Asistencias        | Asistencias |
| ---------------------- | ------ | ---------------- | ------- | ------------------ | ----------- |
| Roman González         | 21.2   | Esteban Batista  | 14.2    | Maximiliano Stanic | 5.5         |
| Esteban Batista        | 20.0   | Caio Silveira    | 9.2     | Gustavo Barrera    | 5.2         |
| Paolo Quinteros        | 19.8   | Axiers Sucre     | 8.5     | Helio Da Costa     | 4.2         |
| Nicolás Mazzarino      | 18.0   | Patricio Briones | 9.6     | Nicolás Mazzarino  | 4.0         |
| Leandro García Morales | 17.0   | William Fornou   | 7.8     | Edgar Moreno       | 4.0         |

Lista completa en FIBA Américas Archivado el 7 de julio de 2008 en Wayback Machine..

## Marcas
+ puntos en un partido: 195 (102-93;  Uruguay- Argentina, 100-95  Argentina- Uruguay)

- puntos en un partido: 139 (70-69;  Brasil- Chile, 68-71;  Chile- Colombia)
+ puntos en un partido (ganador): 104 ( Argentina)

- puntos en un partido (perdedor): 66 ( Chile)
Mayor victoria: +34 (102-68;  Argentina- Brasil)